# تيتوس (فلم)
تيتوس هو فيلم مقتبس لمأساة وليام شكسبير الانتقامية تيتوس أندرونيكوس ، عام 1999، حول سقوط جنرال روماني ، وهو أول فيلم روائي طويل تم طرحه على المسرح. بطولة أنتوني هوبكنز وجيسيكا لانج، كان أول ظهور إخراجي لجولي تيمور ، التي شاركت في الإنتاج مع جودي باتون وكونشيتا أيرولدي، وكتبت السيناريو. كان الفيلم من إنتاج الولايات المتحدة والمملكة المتحدة وإيطاليا. من إنتاج Overseas Filmgroup و Clear Blue Sky Productions وتم إصداره بواسطة فوكس سيرش لايت بيكتشرز.

## الاختلافات عن النص الأصلي
بصرف النظر عن المفارقات التاريخية المتعمدة، يتابع الفيلم المسرحية عن كثب. كان أحد المفاهيم التجريبية في الفيلم هو أن شخصية الشاب لوسيوس (حفيد تيتوس) تم تقديمها في البداية كفتى من الحاضر الذي يجد نفسه منقولا إلى الواقع الخيالي للفيلم. في بداية الفيلم تحول جنوده إلى جيش تيتوس الروماني. وفي النهاية عندما ينتقم لوسيوس ابن تيتوس من والده من خلال الحكم على آرون الشرير بموت مؤلم، يشفق الصبي على ابن آرون الرضيع، ويحمله بعيدًا عن العنف بينما يمشي ببطء حتى شروق الشمس. ربما تكون هذه النهاية أكثر إيجابية من نهاية الإنتاجات المسرحية الأخرى، بما في ذلك إنتاج مسرحية تيمور، حيث يركز الشاب لوسيوس على «النعش الأسود الصغير» الذي يحمل الرضيع الميت. 

## الاستقبال

### الجوائز
حصل الفيلم على ترشيح واحد في حفل توزيع جوائز الأوسكار رقم 72 لأفضل تصميم أزياء ، لكنه خسر أمام توبسي تورفي . 